# 桐油树
桐油树（学名：Jatropha curcas），又名麻风树、痲瘋樹、南洋油桐、黄肿树、假白榄等，为大戟科落叶灌木。其发源地在加勒比海的岛上，但葡萄牙商人把它引进了非洲和亚洲各地，现已分布在全世界的热带和亚热带地区。
桐油树的种仁含油率很高，达到40%以上，经过加工适用于生产生物柴油。在印度，桐油树被选为出产生物柴油的主要原料之一。
桐油树可生长在南北纬30度之间，在许多非洲国家被大量种植（如马里）。
它可以在荒地上种植，不与粮食作物抢耕地。

## 植物學特徵
- 葉子：大而綠或淡綠的葉子。[2]
- 花：越多的雌花結越多的種子。[2]
- 果實：果實在冬天結實，若土壤濕度適中，而且溫度足夠高時，它也可能一年結實數次。[2]
- 種子：當蒴由綠變黃時，即種子成熟時。種子含有約20％的飽和脂肪酸和80％的不飽和脂肪酸，以及它們產率25％-40％的油（重量）。此外，種子含有其它化合物，如蔗糖、棉子糖、水蘇糖、葡萄糖、果糖、半乳糖，和蛋白質。該油主要是由油酸和亞油酸。此外，還包含curcasin、花生酸、肉荳蔻酸、棕櫚酸和硬脂酸和巴豆酸等等。[2]
- 基因組：全基因組測序於2010年10月，日本千葉縣上總DNA研究所。[3]

## 種植

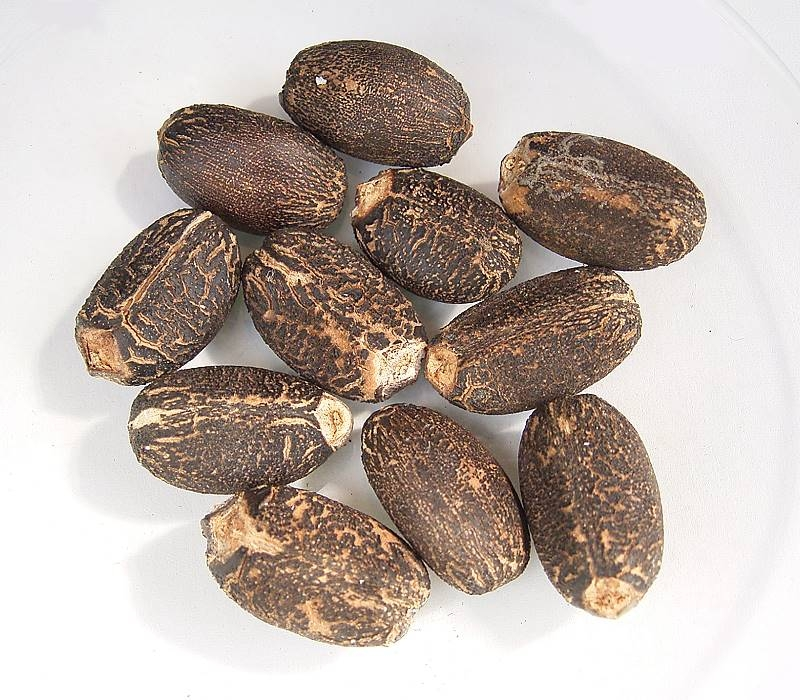
桐油树 種子

桐油樹的種植並不複雜，它可長在荒地和幾乎所有的地方，甚至於可以長在多碎石土壤、多沙土壤或鹽化土壤之上，它甚至於可以在多石頭的土壤和岩石縫隙中繁衍興旺，種子發芽率介於60%~95%之間，可說非常高。除此之外，痲瘋樹可在九天內發芽完成，但是隨季節與緯度的高低在實際培育經驗中亦有高達五十天才發芽完成的情形發生。
在發芽期間加入堆肥會對植物產生不好的影響，但在此之後，肥料的施放是有用的。這種植物經常藉由阡插法來繁衍，因為用阡插法繁衍會比較快，只是使用阡插法的話，其發芽成功率的差距非常大，介於30%~70%之間，這當然也在無形中，造成土地的浪費。花朵只在樹枝的終端附近開展，因此好的枝幹（有著大量分枝者）可結出最大量的果實。其他決定生產力的因素取決於一個花序中，雌花和雄花的比率（一般都是十朵雄花對一朵雌花，越多雌花，果實越多）。
痲瘋樹可在年雨量只有250毫米的地方生長興旺，而且它只需要在最初的兩年的旱季結尾時被澆灌，同時它不需要定期的梨田和播種，因為痲瘋樹的植株可活上大約四十年。同時殺蟲劑等物質的使用也不是必要的，因為它本身就具有殺蟲和殺菌的功能。但也有些人在實務有從事種的植經驗後，發現有少數的嫩葉出現病蟲害情形，因為全株毒性最低的地方就是綠葉。另外有人觀察野外痲瘋樹，也發現樹本身對施肥的需求也甚低。
雖然自九到十二個月大起，它就可以有所收成，但要在種植的兩到三年後，它才有較好的收穫量。
如果痲瘋樹被種在圍籬上的話，則它每公尺活株可生產大約0.8到1.0公斤的種子。而每公頃的作物大約可生產3.5噸的種子。
以熱帶地區的實際種植經驗，有些人發現，在五年採收期到後，採收工作會變得較為難以執行，而這將會是麻瘋樹種植的盲點。開發中國家國民所得連年提高也將對痲瘋樹籽的採收產生影響。

## 圖片

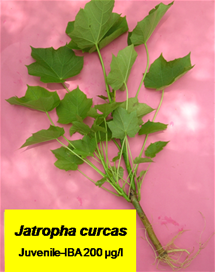
通过茎切割繁殖桐油树
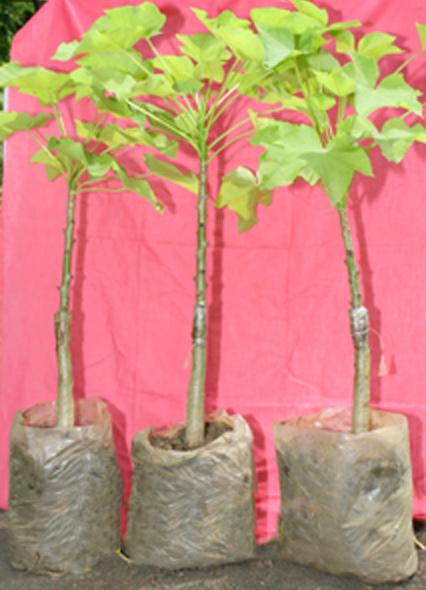
通过嫁接繁殖桐油树
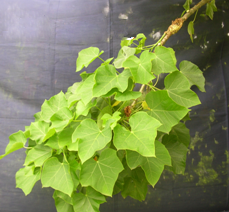
通过空气分层繁殖桐油树
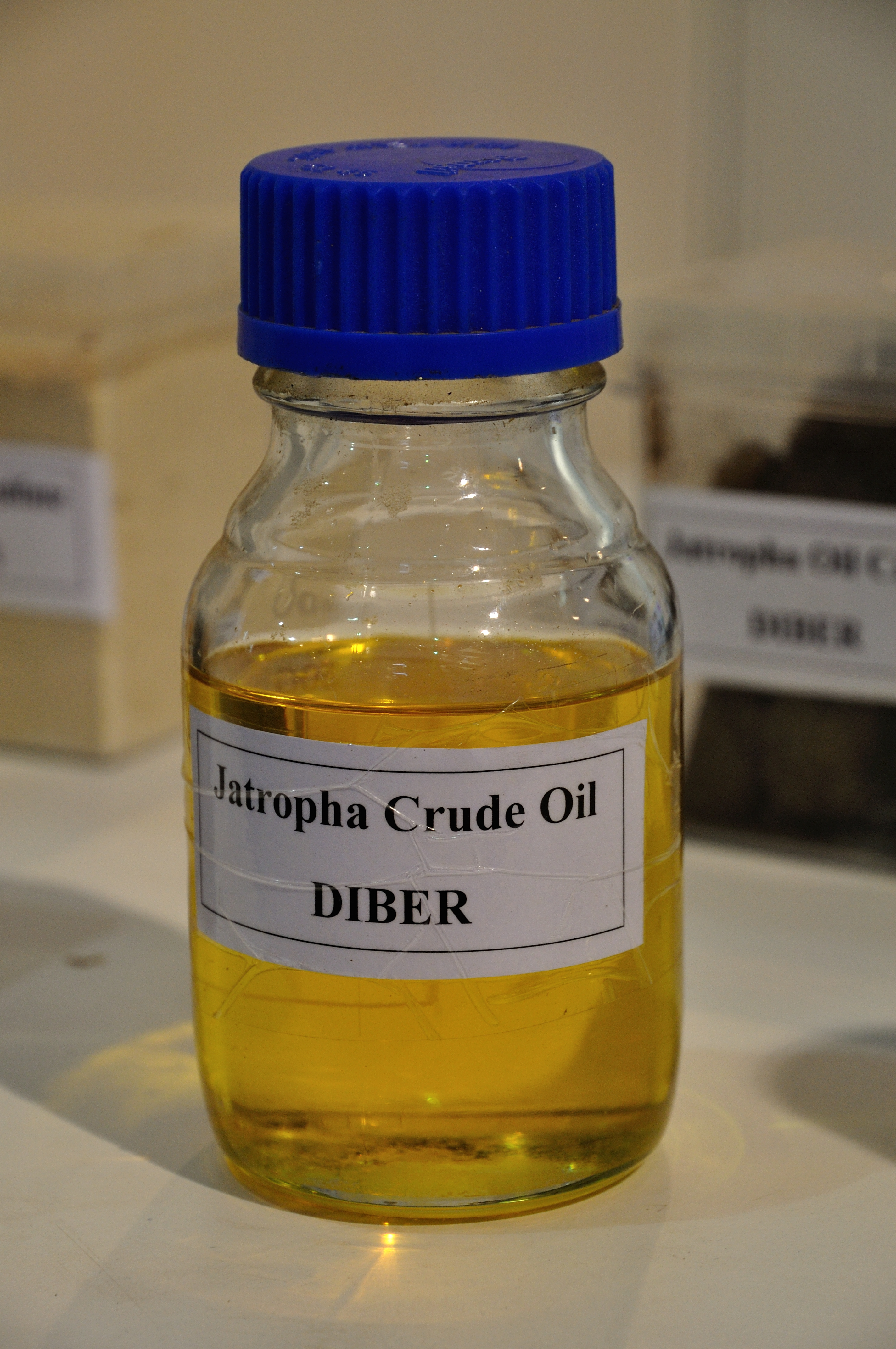
桐油树原油。

## 痲瘋樹油做為生物燃料

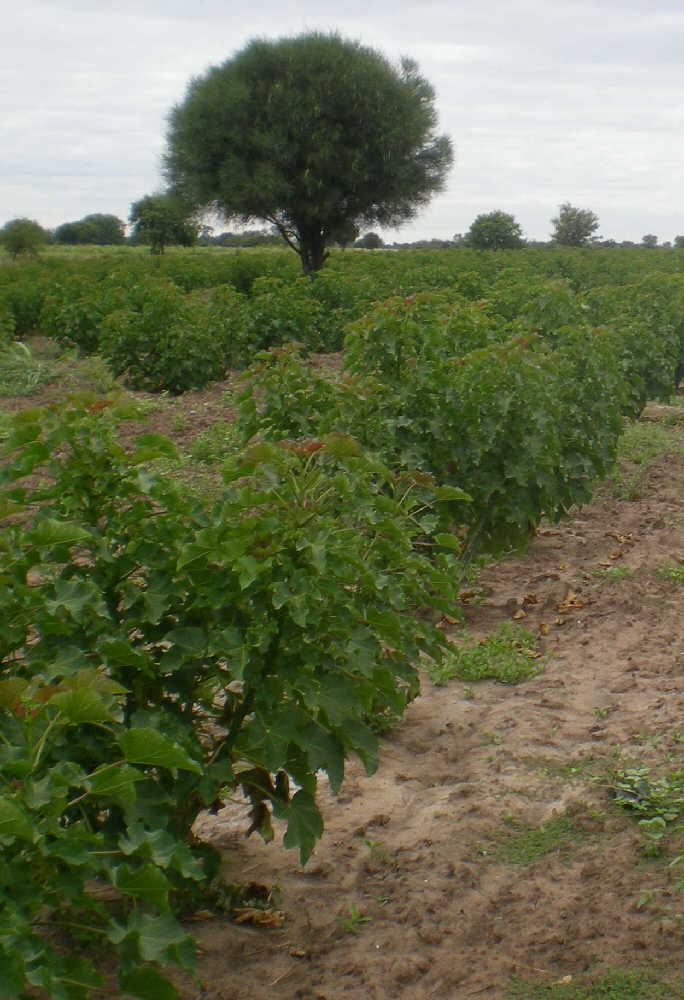
位于巴拉圭格兰查科干旱中部/西部的桐油树种植园

痲瘋樹籽榨油做為燃料：其榨油率差距極大，其中以物理壓榨法最低，僅有26%，部分溶劑粹取法可以達到36%或以上。低度開發國家仍以粗榨油為銷售方式。但是，由於尚未馴化或植物育種改良，產量是可變的。
隨著近年來因為石油產量高峰導致的能源危機問題，各國政府紛紛開始尋找各種的替代能源用作汽車的燃料，其中所謂的生物柴油也是一項候選之一，但目前大多數的生物柴油都是以糧食作物進行製造，而這樣做會對糧食供給造成威脅，而如此也會對第三世界國家人民的生存造成威脅；如果開墾新的農地，則會對生態造成嚴重威脅、也會釋放大量二氧化碳。
痲瘋樹可生長在一些非常惡劣的環境；它的種子有毒、本來就非糧食作物，因此被認為不會威脅到糧食的供給；它喜好乾熱環境的特性也被認為不會對熱帶雨林造成威脅，對於施肥及灌溉的需求極少代表對環境造成的傷害遠低於一般農業，同時許多熱帶國家正巧有許多乾燥、不適宜種植一般糧食作物的土地，學者認為若將這些土地拿來種植痲瘋樹的話，除了可供應生物柴油以外，亦可以協助這些國家的人脫貧、使其國家進入工業化的時代。但是還是要注意或許有些農民為了賺錢，將種植糧食作物或生態敏感性高土地拿來種植痲瘋樹。

### 印度的種植狀況
桐油樹被印度政府選出做為生質柴油的原料之一，而英国石油公司在2007年初曾投资1000萬美元，在印度的安得拉邦种植了8000公顷的此种作物。印度政府认为若将印度的所有没被利用的荒地都种上此种作物的话，将会满足印度的所有能源需求。截止至2007年六月，世界上最大的桐油树种植项目投资商为D1 Oil(or AIM-listed D1 Oil)公司。它在非洲，印度和东南亚种植了156,000公顷。孟買和德里之間的鐵路線種植桐油树，火車本身使用15-20％的生物柴油。